# Amaryllidoideae
Amaryllidoideae, biljna potporodica, dio porodice zvanikovki. Podijeljena je na petnaest tribusa.

## Opći opis
Potporodica Amaryllidoideae, dio porodice Amaryllidaceae jedna je od najvažnijih biljnih svojti koje sadrže alkaloide. Obuhvaća 800 vrsta višegodišnjih gomoljastih biljaka razvrstanih u 59 rodova, rasprostranjenih u tropima i suptropima. Rodovi Cryptostephanus Welw. ex Baker i Clivia Lindl, kao i neki Scadoxus Raf. vrste imaju rizome umjesto pravih lukovica.

## Alkaloidi porodice Amaryllidaceae
Alkaloidi porodice Amaryllidaceae osebujno su kemotaksonomsko obilježje potporodice Amaryllidoideae. Otkako je Gerrard 1877. godine izolirao likorin iz Narcissus pseudonarcisusa, do kraja prosinca 2018. prijavljeno je više od 600 alkaloida za ovu biljnu porodicu. Većina su tercijarne monomerne baze, ali N-oksidi i kvaternarni, kao i dimerni alkaloidi također su pronađeni. Napredak u analitičkim tehnikama olakšao je identifikaciju novih alkaloida različitih tipova kostura. Ovi spojevi su privukli istraživački interes zbog svog širokog raspona bioloških i farmakoloških aktivnosti. Do kraja prosinca 2018. pojam “Amaryllidaceae alkaloids” pojavljuje se u oko 2095 radova u PubMedu i 1180 u Scopusu, od kojih je više od polovice objavljeno od 2000. godine.
Snažne farmakološke aktivnosti alkaloida Amaryllidaceae uključuju inhibitore AChE, antikancerogene, citostatičke, antivirusne i antifungalne. Galantamin se stavlja na tržište za liječenje Alzheimerove bolesti, dok se drugi alkaloidi tipa likorina, hemantamina i narcklazina koriste kao vodeće molekule u istraživanjima protiv raka. Neki alkaloidi Amaryllidaceae nedavno su pokazali obećavajuću inhibitorsku aktivnost glikogen sintaze kinaze- 3β, koji je identificiran kao potencijalni terapijski cilj kod Alzheimerove bolesti, bipolarnog poremećaja, moždanih udara, raka i dijabetesa. Biološka i farmakološka aktivnost alkaloida Amaryllidaceae opsežno je proučena, ali njihova kemoekološka aktivnost, koji može objasniti njihovu ogromnu strukturnu raznolikost, dobio je manje pažnje. Tijekom godina predložene su različite klasifikacije i nazivi tipova alkaloida Amaryllidaceae kako bi se klasificirala ova raznolikost, o čemu sada treba raspravljati i ujediniti je.
Alkaloidi najviše proučavanih Amaryllidoideae rodova Crinum, Narcissus, Galanthus, Hippeastrum, Lycoris, Pancratium i Zephyranthes su pregledani, ali izvješća o novim alkaloidima Amaryllidaceae i vrstama kostura zahtijevaju ažuriranje postojeće strukturne klasifikacije.

## Tribusi
1. Amaryllideae Dumort.
2. Cyrtantheae Traub
3. Calostemmateae D.Müll.-Doblies & U.Müll.-Doblies
4. Haemantheae Hutch.
5. Lycorideae Traub ex D. Müll.-Doblies & U. Müll.-Doblies
6. Galantheae Parl.
7. Pancratieae Dumort.
8. Narcisseae Lam. & DC.
9. Hippeastreae Herb. ex Sweet
10. Eustephieae (Pax) Hutch.
11. Hymenocallideae (D. et U. M.-D.) Meerow
12. Eucharideae Hutch.

- Clinantheae Meerow
- Griffineae Ravenna
- Stenomesseae Traub